# LSV Garz/Swinemünde
Der Luftwaffen Sportverein Garz/Swinemünde war ein kurzlebiger Sportverein im Deutschen Reich mit Sitz in der heutzutage deutschen Gemeinde Garz im Landkreis Vorpommern-Greifswald sowie der seit 1945 polnischen Stadt Świnoujście (dt.: Swinemünde), beide Orte befinden sich auf der Insel Usedom.

## Geschichte
Der LSV nahm in der Saison 1940/41 als auch der Saison 1941/42 an der 1. Klasse Pommern teil. Am Ende der Saison 1942/43 stand der Verein mit 4:8 Punkten auf dem dritten Tabellenplatz seiner Gruppe. In der nächsten Saison kam es nur zu zwei Spielen, womit der Verein am Ende ebenfalls auf dem vierten Platz stand.
Zur Saison 1944/45 wurden alle Vereine die noch am Spielbetrieb teilnehmen konnten in die Gauliga Pommern eingeteilt und dort in sogenannte Sportkreisgruppen eingegliedert. Die Gruppe Greifswald des Abschnitt West wurde dem LSV zugeteilt. Die Saison wurde zwar angefangen, vor dem Abbruch des Spielbetriebs konnte der Verein aber keine einzige Partie bestreiten. Spätestens am Ende des Zweiten Weltkriegs wurde der Verein dann auch aufgelöst.